# Махмуд Талегани
Сайед Махмуд Елайи Телегани (на персийски: سید محمود علایی طالقانی;) е ирански теолог, аятолах, обществен и религиозен деец и съратник на Рухолах Хомейни по време на Иранската революция, върху чиято идеология оказва огромно въздействие.